# Independent Spirit Awards 2019
35. ročník udílení Independent Spirit Awards se konal 8. února 2020 v Santa Monice v Kalifornii. Ceremoniál vysílala americká televizní stanice IFC. Nominace byly vyhlášeny herečkami Zazie Beetz a Natashou Lyonne dne 21. listopadu 2019.

## Nominace
| Nejlepší film | Nejlepší režie |
| --- | --- |
| Malá lež - A Hidden Life - Clemency - Manželská historie - Drahokam | Josh Safdie a Benny Safdie – Drahokam - Robert Eggers – Maják - Alma Har'el – Sladký chlapec - Julius Onah – Luce - Lorene Scafaria – Zlatokopky |
| Nejlepší herec v hlavní roli | Nejlepší herečka v hlavní roli |
| Adam Sandler jako Howard Ratner – Drahokam - Chris Galust jako Vic – Give Me Liberty - Kelvin Harrison Jr. jako Luce Edgar – Luce - Robert Pattinson jako Ephraim Winslow/Thomas Howard – Maják - Matthias Schoenaerts jako Roman Coleman – The Mustang                      | Renée Zellweger jako Judy Garland – Judy - Karen Allen jako Nora – Colewell - Hong Chau jako Kathy – Driveways - Elisabeth Mossová jako Becky Something – Her Smell - Mary Kay Place jako Diane – Diane - Alfre Woodard jako Warden Bernadine Williams – Clemency                  |
| Nejlepší herec ve vedlejší roli | Nejlepší herečka ve vedlejší roli |
| Willem Dafoe jako Thomas Wake – Maják - Noah Jupe jako Otis Lort – Sladký chlapec - Shia Labeouf jako James Lort – Sladký chlapec - Jonathan Majors jako Montgomery „Mont“ Allen – The Last Black Man in San Francisco - Wendell Pierce jako reverend Tillman – Burning Cane | Zhao Shuzhen jako Nai Nai – Malá lež - Jennifer Lopez jako Ramona Vega – Zlatokopky - Taylor Russell jako Emily – Waves - Lauren Spencer jako Tracy – Give Me Liberty - Octavia Spencer jako Harriet Wilson – Luce                                                                 |
| Nejlepší scénář | Nejlepší první scénář |
| Noah Baumbach – Manželská historie - Jason Begue a Shawn Snyder – V prach - Ronald Bronstein, Benny a Joshua Safdie – Drahokam - Chinonye Chukwu – Clemency - Tarell Alvin McCraney – High Flying Bird                                                                       | Fredrica Bailey a Stefon Bristol – Na shledanou včera - Hannah Bos a Paul Thureen – Driveways - Bridget Savage Cole a Danielle Krudy – Blow the Man Down - Jocelyn Deboer a Dawn Luebbe – Tam, kde i tráva je zelenější - James Montague a Craig W. Sanger – The Vast of the Night |
| Nejlepší první film | Nejlepší dokument |
| Olivia Wildeová – Šprtky to chtěj taky - Michael Angelo Covino – The Climb - Kent Jones – Diane - Joe Talbot – The Last Black Man in San Francisco - Laure de Clermont-Tonnerre – The Mustang - Stefon Bristol – Na shledanou včera                                          | Americká továrna - Apollo 11 - For Sama - Země medu - Ostrov hladových duchů |
| Nejlepší kamera | Nejlepší střih |
| Jarin Blaschke – Maják - Todd Banhazl – Zlatokopky - Natasha Braier – Sladký chlapec - Chananun Chotrungroj – Třetí manželka - Pawel Pogorzelski – Slunovrat | Ronald Bronstein a Benny Safdie – Drahokam - Julie Béziau – Třetí manželka - Tyler L. Cook – Sword of Trust - Louise Ford – Maják - Kirill Mikhanovsky – Give Me Liberty |
| Nejlepší cizojazyčný film | |
| Parazit (Jižní Korea) - Neviditelný život Eurídice Gusmãové (Brazílie) - Bídníci (Francie) - Portrét dívky v plamenech (Francie) - Oltář (Peru) - The Souvenir (Spojené království)                                                                                          | |